# Sceaux (Hauts-de-Seine)
Sceaux is een gemeente in het Franse departement Hauts-de-Seine (regio Île-de-France) en telt 19.625 inwoners (2008). De plaats maakt deel uit van het arrondissement Antony.

## Geografie
De oppervlakte van Sceaux bedraagt 3,6 km², de bevolkingsdichtheid is 5415,0 inwoners per km².
De onderstaande kaart toont de ligging van Sceaux (Hauts-de-Seine) met de belangrijkste infrastructuur en aangrenzende gemeenten.

## Demografie
Onderstaande figuur toont het verloop van het inwonertal (bron: INSEE-tellingen).

## Geboren in Sceaux
- Alain Delon (1935-2024), acteur